# پوزرنا
پوزرنا (به آلمانی: Poserna) یک منطقهٔ مسکونی در آلمان است که در لوتسن واقع شده‌است. پوزرنا ۳۸۴ نفر جمعیت دارد.